# تعرض الرضع

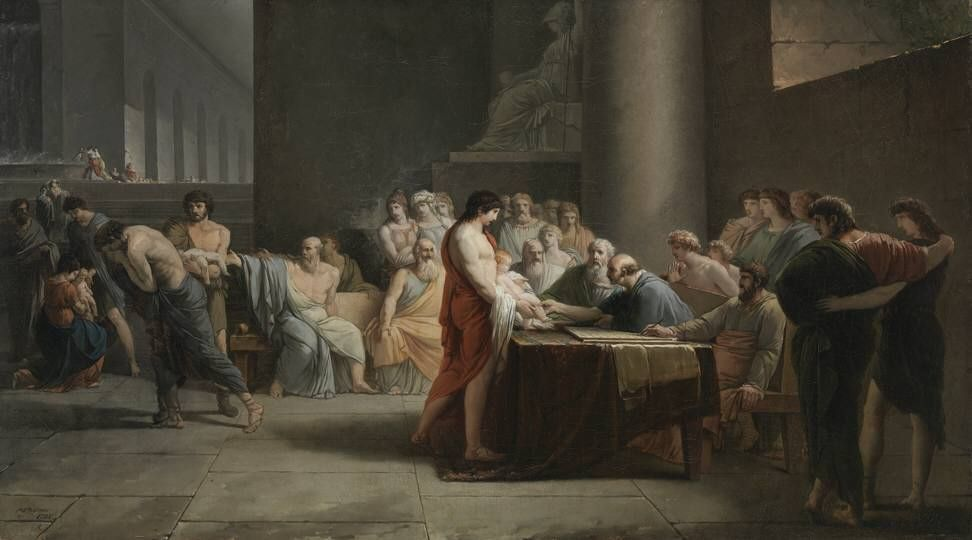

تعرض الرضع في العصور القديمة، كانت طريقة قتل الأطفال أو التخلي عن الأطفال على الأقل هي ترك الأطفال في مكان بري، إما أن يموتوا بسبب انخفاض حرارة الجسم، أو الجوع، أو العطش، أو الهجوم على الحيوانات، أو ربما أن يتم جمعهم وإحضارهم من قبل أولئك غير القادرين على إنتاج أطفالهم.
يميل الباحثون العصريون إلى رؤية تعرضهم للرضيع، في كثير من الأحيان، آلية تبادل شبه رسمية، حيث تخلى مجموعة من الآباء عن أطفال غير مرغوب فيهم، والتي غالبا ما يلتقطها أشخاص آخرون يريدون الأطفال، الذين يتربصون في الأماكن المعترف بها لتركهم الأطفال. وقد اعترفت العديد من المدن القديمة بهذه المواقع خارج المدينة، مما أتاح الفرصة لإخفاء هوية المتورطين.

## أسطوري
التخلي عن الأطفال هو موضوع متكرر في الميثولوجيا.

## التفسير
يستكشف أوتو رانك هذا الموضوع في كتابه "أسطورة ميلاد البطل". لا يعني التعرض، خاصة في الماء، أكثر ولا أقل من التعبير الرمزي للولادة، فالأطفال يخرجون من الماء، فالسلة أو الصندوق أو الوعاء يعني ببساطة الحاوية أو الرحم؛ عملية الولادة ".
علاوة على ذلك، ووفقًا للرتبة، فإن هذه الأساطير تجسد التوتر النفسي الطبيعي بين الوالد والطفل. في كل هذه القصص هناك «نزعة لتمثيل الوالدين كأول وأقوى معارضي البطل.... الخطر الحيوي، وبالتالي يخفى في تمثيل الولادة من خلال التعرض، موجود بالفعل في عملية الولادة نفسها. إن التغلب على كل هذه العقبات يعرب أيضا عن فكرة أن بطل المستقبل قد تغلب بالفعل على أكبر الصعوبات بسبب ولادته، لأنه قام بإحباط جميع محاولات منعه.»